# Anton Josef Pepino
Anton Josef Pepino (* 21. September 1863 in Wien; † 5. Oktober 1921 bei Heidenau, Sachsen) war ein österreichischer Maler.

## Leben
Pepino wurde als Josef Hirsch Gold geboren und konvertierte 1889 zum römisch-katholischen Glauben. Pepino studierte Malerei in Wien bei Anton Schrödl und in Italien. Er betätigte sich als Maler von Bildnissen, Stillleben und Landschaften. Nachdem er zunächst in Wien tätig gewesen war, arbeitete er ab 1889 in Dresden, wo er Lehrer an der Königlichen Kunstakademie wurde. Außerdem lehrte ere an einer privaten Malschule für Damen. Eine seiner Schülerinnen war Martha Schrag. Ab 1900 hatte Pepino sein Atelier im Loschwitzer Künstlerhaus. Er verstarb bei einem Unfall.
Pepino war mit Magdalene Adelheid Agnes Elisabeth, geb. von Mach (1871–1943), der Schwester der Malerin Hildegard von Mach verheiratet. Der Bibliothekar und Direktor der Städtische Bibliotheken Dresden Jan Pepino (1898–1975) war beider Sohn.
Werke (Auswahl)
- Frau mit Kind in Museumsbesitz der Kunstsammlungen Chemnitz.[4]
- Porträts und Zeichnungen von seiner Hand finden sich im Gästebuch von Schloss Neubeuern.[5]